# Kobayashi Makoto (nhà vật lý)
Kobayashi Makoto (小林 誠 Tiểu Lâm Thành) (sinh 7 tháng 4 năm 1944 tại Nagoya, Nhật Bản) là một nhà vật lý người Nhật Bản, người được trao giải Nobel Vật lý năm 2008 cùng với Nambu Yōichirō và Maskawa Toshihide vì đã "phát hiện ra nguồn gốc sự đối xứng phá vỡ tự phát, từ đó tiên đoán được sự tồn tại của ba nhóm hạt quark trong tự nhiên".

## Liên kết
- Progress of Theoretical Physics
- Kobayashi Makoto, Giáo sư danh dự của KEK Lưu trữ ngày 11 tháng 6 năm 2009 tại Wayback Machine